# Ippa psammodoxa
Ippa psammodoxa är en fjärilsart som beskrevs av Edward Meyrick 1925. Ippa psammodoxa ingår i släktet Ippa och familjen äkta malar.
Artens utbredningsområde är Egypten. Inga underarter finns listade i Catalogue of Life.